# Fuji (Vulkan)
Der Fuji (japanisch 富士山ⓘ Fuji-san [ɸɯ(d)ʑisaɴ]; eingedeutscht: Fudschi; Duden: Fudschijama; übernommen aus dem Englischen: Fujiyama) ist ein Vulkan und mit 3776,24 m Höhe über dem Meeresspiegel der höchste Berg Japans. Sein Gipfel befindet sich auf der japanischen Hauptinsel Honshū an der Grenze zwischen den Präfekturen Yamanashi und Shizuoka. Seit 2013 ist er Teil des Weltkulturerbes.

## Geologie, Geomorphologie und Ausbruchsgeschichte

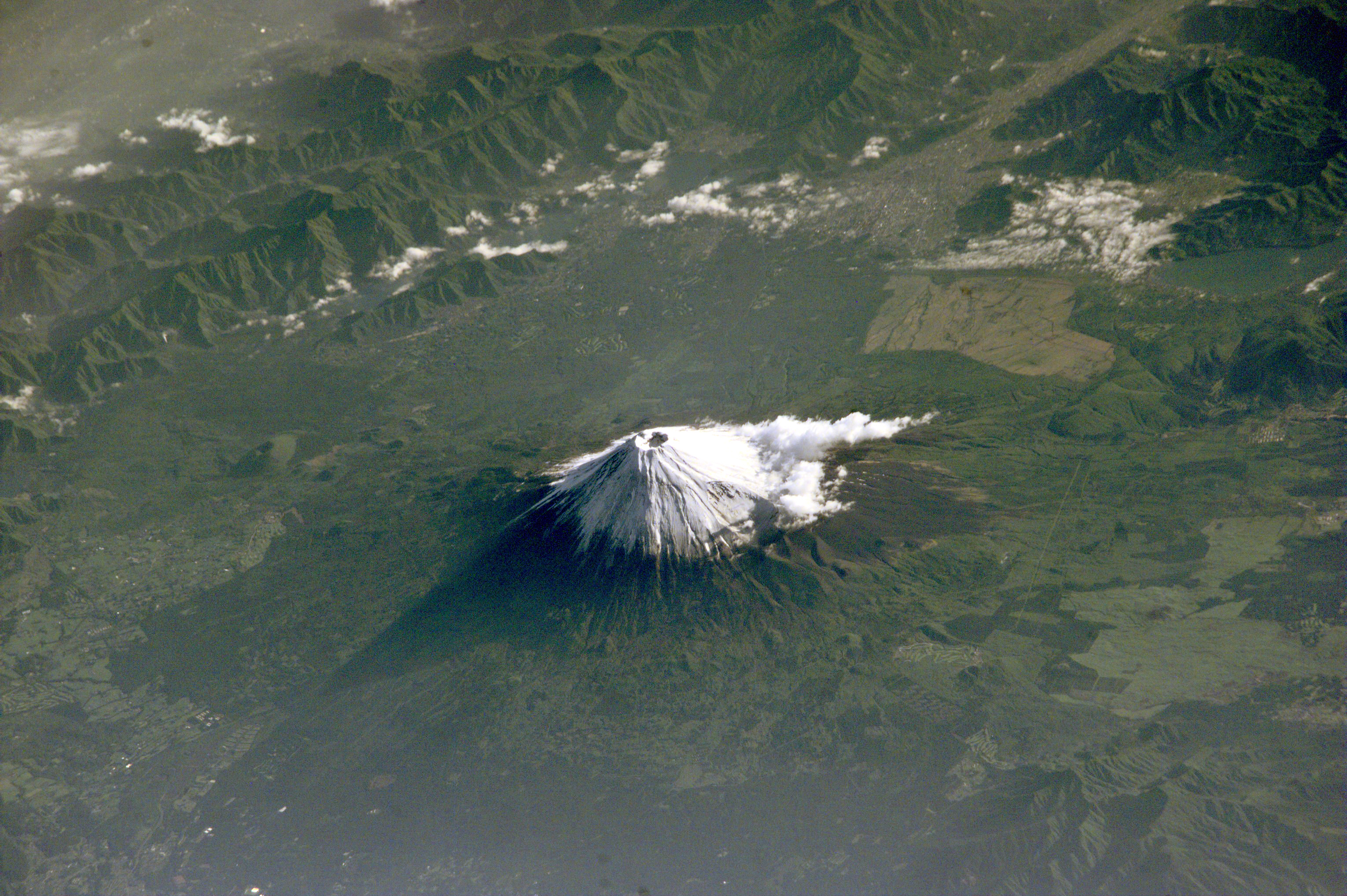
Blick von der Raumstation ISS, 2001

Der Fuji befindet sich in der Berührungszone der Eurasischen Platte, der Pazifischen Platte und der Philippinenplatte und gehört zu den Stratovulkanen (Schichtvulkanen) des pazifischen Feuerrings. Er wird als aktiv mit geringem Ausbruchsrisiko eingestuft.
Wissenschaftler nehmen an, dass der Fuji in vier unterschiedlichen Abschnitten vulkanischer Aktivität geformt wurde: Der erste Abschnitt, Sen-komitake, besteht aus einem tief im Berg liegenden Andesitkern. Danach folgte Komitake Fuji, eine Basaltschicht, von der angenommen wird, dass sie vor mehreren hunderttausend Jahren geformt wurde. Vor ungefähr 100.000 Jahren bildete sich der „alte Fuji“ über der Oberfläche von Komitake Fuji. Vom modernen, „neuen“ Fuji wird angenommen, dass er vor ungefähr 10.000 Jahren über dem alten Fuji entstand.
Seit Beginn der Aufzeichnungen ist der Berg 18-mal ausgebrochen. Der letzte bekannte Ausbruch ereignete sich in der Edo-Zeit am 16. Dezember 1707 und dauerte etwa zwei Wochen. Damals bildeten sich auf halber Höhe ein zweiter Krater und ein zweiter Gipfel, nach dem Namen der damaligen Ära Hōei-zan (宝永山) benannt. Der Gipfelkrater ist heute ca. 200 m tief und hat einen Umfang von ungefähr 2,5 km.
Nördlich am Fuß des Berges, in der Präfektur Yamanashi, befinden sich die fünf Fuji-Seen.

## Name

### Etymologie

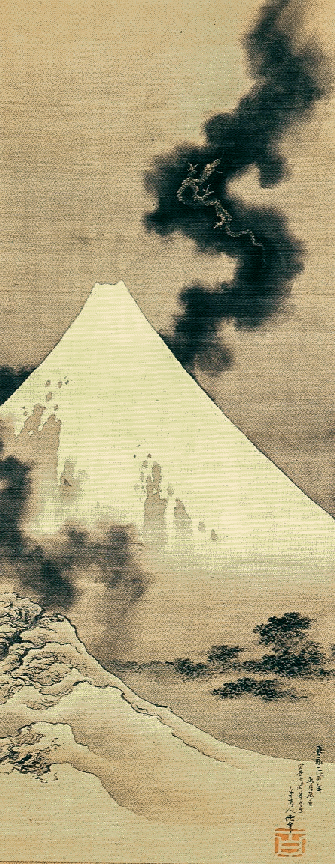
Drache über dem Fuji, Gemälde von Hokusai, 1849

Die moderne japanische Schreibweise des Fuji setzt sich aus den Kanji 富 fu ‚reich‘, 士 ji ‚Krieger‘ und 山 san ‚Berg‘ zusammen. Sie findet sich bereits auf einem auf das Jahr 735 datierten Holztäfelchen (mokkan, 木簡), das in den Ruinen des früheren Kaiserpalastes Heijō in Nara gefunden wurde, sowie im 797 herausgegebenen Shoku Nihongi. Die ältesten bekannten Schreibweisen sind 不盡 fujin (modern: 不尽 fujin, deutsch ‚unerschöpflich‘) in der 720 erschienenen Reichschronik Nihonshoki sowie 福慈 fukuji, deutsch ‚Glück und Zuneigung‘ aus dem zwischen 713 und 721 kompilierten Hitachi Fudoki. Neben einer Vielzahl weiterer Schreibweisen ist diesen allen gemein, dass sie lediglich Phonogramme für den altjapanischen Namen puzi sind, d. h., es wurden chinesische Schriftzeichen verwendet, deren chinesische Aussprache mit der japanischen korrespondierte (Man’yōgana). Sie geben daher nicht die eigentliche Bedeutung des Namens wieder, die eventuell bereits damals schon längst vergessen war. Gleichermaßen verhält es sich mit der ebenfalls heute noch anzutreffenden Schreibweise 不二 fuji, welche sich mit „nicht zwei“, also „einmalig“ wiedergeben lässt.
Der Ursprung des Namens ist daher umstritten. Die bekannteste japanische Theorie führt auf die Geschichte Taketori Monogatari („Die Geschichte vom Bambussammler“) zurück. In dieser ältesten märchenhaft-romantischen Erzählung Japans lässt der Kaiser auf dem höchsten Berg des Landes den Trank der Unsterblichkeit von einem großen Gefolge seiner Krieger vernichten. Daraus soll sich einerseits die genannte Schreibweise als „reich an Kriegern“ ergeben, andererseits soll sie aber auch an das Wort für „Unsterblichkeit“ (fushi, 不死) erinnern.
Eine weitere bekannte Theorie stammt von dem britischen Missionar John Batchelor, der die Kultur der Ainu erforschte; nach seiner Theorie stammt fuji vom Ainu-Begriff huci für die Göttin des Feuers Ape-huci-kamuy. Der Linguist Kindaichi Kyōsuke wies dies jedoch aus sprachhistorischen Gründen zurück, da das damalige Japanisch keinen h- bzw. f-Anlaut kannte. Zudem hat huci die Bedeutung ‚alte Frau‘, während der Ainu-Begriff für das in der Herleitung angespielte Feuer ape ist. Eine alternative Herkunft aus dem Ainu, die Batchelor dem Erzieher Nagata Hōsei zuschreibt (1844–1911), ist pus/push in der Bedeutung ‚aufbrechen, ausbrechen, (Funken) fliegen‘.
Der Toponomast Kanji Kagami sieht einen japanischen Ursprung wie den japanischen Namen der Glyzinie fuji als „Bezeichnung eines Bergfußes, der einer Glyzinie gleich […] vom Himmel herab[…]hänge“. Dagegen spricht, dass beide Begriffe historisch unterschiedlich ausgesprochen wurden: puzi und pudi. Daneben gibt es noch Dutzende weitere Herleitungen.

### Fujiyama
Die außerhalb Japans häufig verwendete Bezeichnung Fujiyama (im deutschsprachigen Raum laut Duden auch Fudschi oder Fudschijama) beruht wahrscheinlich auf einer Falschlesung des Schriftzeichens 山 für Berg. Die japanische Kun-Lesung dieses Zeichens lautet zwar yama, in Komposita mit mehreren nach sinojapanischer On-Lesung ausgesprochenen Zeichen (hier: fu und ji) werden aber alle Zeichen nach On-Lesung gesprochen, hier also san, nicht zu verwechseln mit dem gleichklingenden Suffix -san bei japanischen Anreden. Die heutige japanische Aussprache des Namens des Berges lautet daher Fuji-san, obwohl es auch viele andere japanische Toponyme gibt, bei denen das Schriftzeichen 山 als yama gelesen wird. Allerdings findet sich in klassischer japanischer Literatur als Bezeichnung für den Fuji der Begriff ふじの山 Fuji no yama, also ‚Berg von Fuji‘.
Neben den sprachwissenschaftlichen muss man den historischen Ansatz stellen, der die Erkenntnis liefert, dass die westliche Bezeichnung Fujiyama ganz offensichtlich auf Engelbert Kaempfer zurückgeht, dessen erstmals 1727 postum in London auf Englisch erschienene und danach ins Französische, Niederländische und sogar zurück ins Deutsche übersetzte Beschreibung von Japan eine nachhaltige Wirkung auf das europäische Japanbild ausgeübt hat. Peter K. Kapitza konstatiert eine „gleichsam europäische Norm“, auf die das europäische Japanbild seinerzeit auf der Grundlage der bis dahin erhaltenen Reiseberichte gebracht wurde.
Während die westlichen Japanreisenden der Zeit vor Kaempfer die damals übliche Bezeichnung „Fuji no yama“ in unterschiedlichen Schreibweisen, jedoch immer mit der Partikel no in der Mitte wiedergaben – der Band von Kapitza enthält hierzu sechs Beispiele aus dem 17. Jahrhundert, verwendete Kaempfer erstmals u. a. auch die Schreibweisen „Fusi jamma“ bzw. „Fusijamma“. Auch das Klischee vom „schönsten berg der Welt Fusi oder Fusi no jamma“ findet sich bei Kaempfer. An anderer Stelle gab Kaempfer den Namen des Vulkans mit „Fudsi“, „Fusji“ oder „Fusijamma“ an.
In der Edo-Zeit war die gewöhnliche Bezeichnung des Vulkans Fuji, die in vielfacher Weise erweitert wurde zu Fuji no yama, Fuji no mine (ふじの嶺, „Gipfel des Fujis“), Fuji no takane (ふじの高嶺, „Spitze des Fujis“) und so weiter. Da das Wort yama für Berg verbreitet und den westlichen Japanreisenden sicherlich bekannt war, erschien ihnen die Bezeichnung Fuji no yama am klarsten und verständlichsten und wurde neben der Bezeichnung Fuji in den Berichten aus Japan wiedergegeben. Da Kaempfer zwischen den Bezeichnungen Fuji no yama und Fujiyama schwankte und die Partikel no uneinheitlich verwendete und wegließ, liegt die Vermutung nahe, dass die Schreibweise Fujiyama auf einen Fehler Kaempfers zurückgeht. Allerdings kann man nicht ohne weiteres ausschließen, dass neben der Bezeichnung Fuji no yama auch die Bezeichnung Fujiyama existierte – immerhin gibt es den Familiennamen Fujiyama (富士山), der genauso geschrieben wird wie der Berg. Zudem findet sich die Bezeichnung Fujiyama – koreanisch 후시야마又云후시산 Husiyama u-un Husisan, deutsch ‚Fujiyama, auch Fujisan genannt‘ – auch im koreanisch-japanischen Wörterbuch Wae-eo yuhae (Hanja 倭語類解) aus den 1780ern.
Fehlübersetzungen des Namens als „Herr Fuji“ rühren daher, dass die gleich lautenden Silben -san (山, Berg) und -san (さん, neutrale japanische Anrede für Männer und Frauen) miteinander verwechselt werden.
Die geeignetste Umsetzung des Namens im Deutschen dürfte Fuji sein. Manche Japanologen vertreten allerdings die Auffassung, man könne Fujisan auch als Eigennamen verwenden, und berufen sich dabei zum Beispiel auf Mont Blanc und Mount Everest, da bei jenen das fremde Wort für Berg ebenfalls unübersetzt bleibt. Die Silbe -san würde damit als Bestandteil des Namens aufgefasst.

## Religiöse Bedeutung

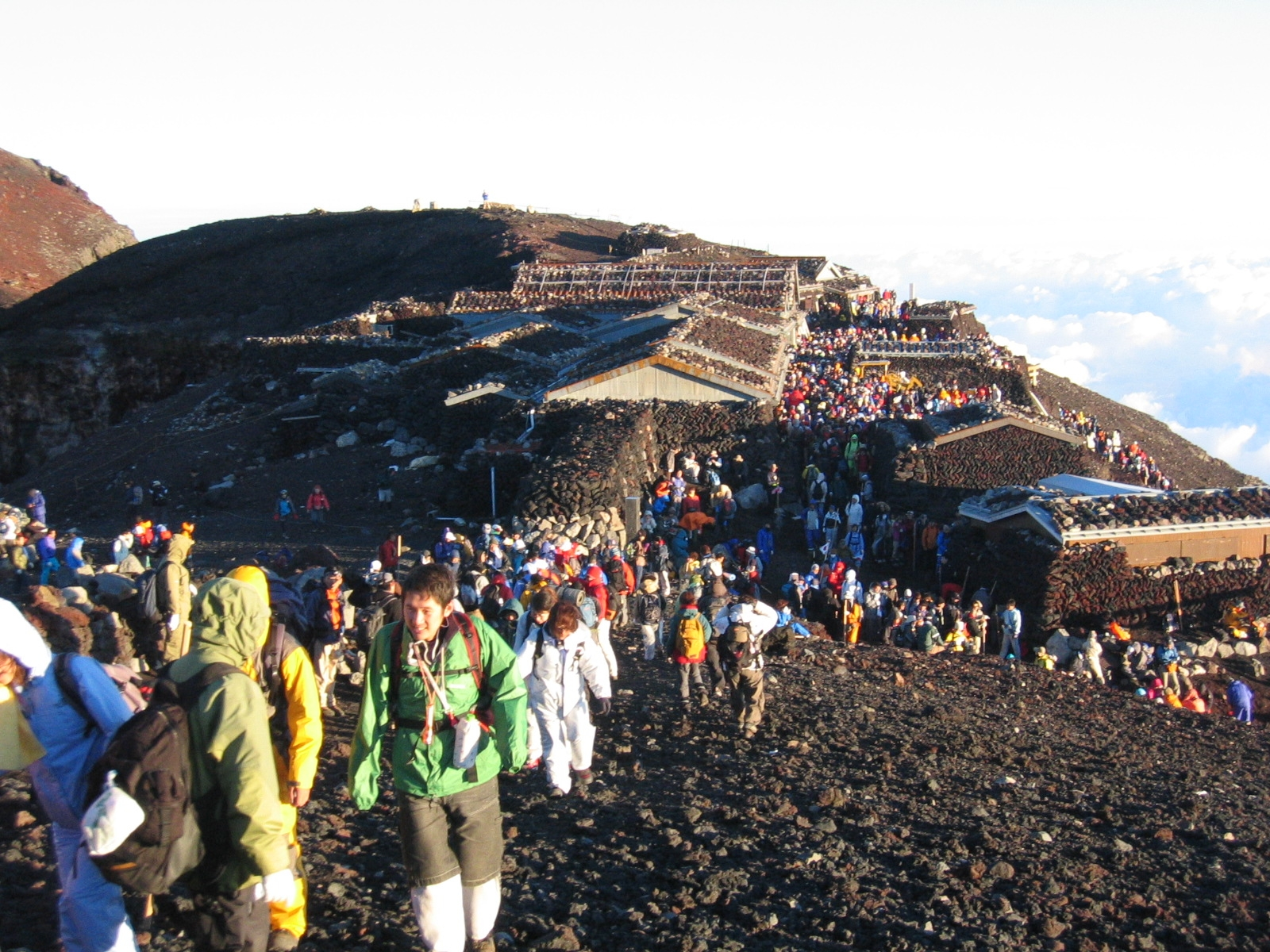
Wanderer, die den Fuji besteigen

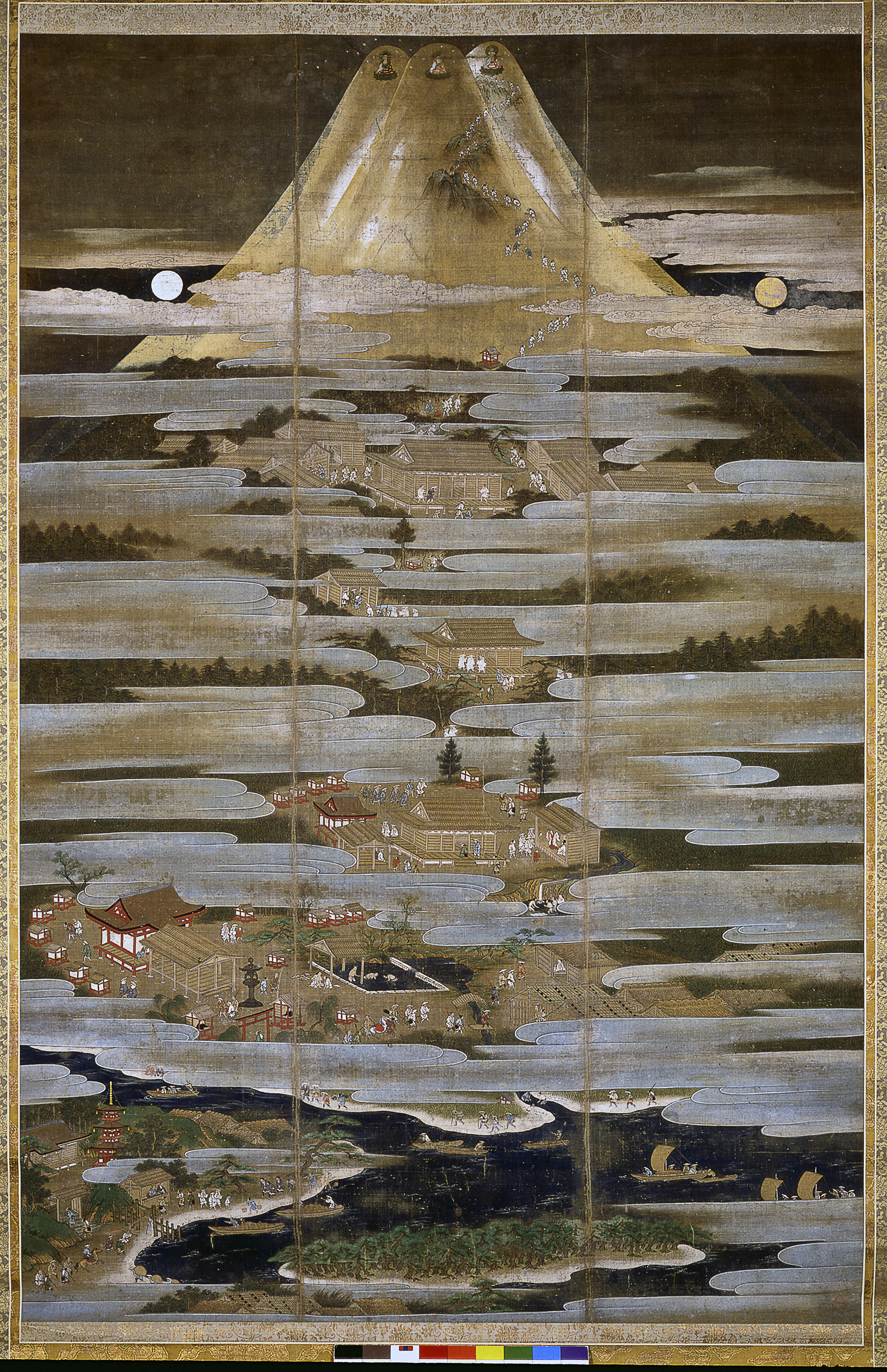
Fuji Mandara, buddhistisches Mandala, 16. Jh.

Die Gesamtheit der religiösen Verehrung des Fuji wird als Fuji shinkō (富士信仰, Fuji-Glaube) bzw. Sengen shinkō (浅間信仰) bezeichnet.
Der Fuji gilt im Shintō schon seit Jahrhunderten als heilig. Um seine Ausbrüche zu befrieden, wurde vom Kaiserhof – der Überlieferung nach von Kaiser Suinin im Jahr 27 v. Chr. – die Gottheit Asama no ōkami (浅間大神, auch Sengen ōkami, gleichgesetzt mit der Göttin Konohana-no-sakuya-no-hime) eingeschreint und verehrt. Im Jahr 806 ordnete Kaiser Heizei an, den Shintō-Schrein Fujisan Hongū Sengen Taisha am Fuß des Berges zu bauen. Dieser ist heute der Hauptsitz von über 1300 Sengen-Schreinen (auch Asama-Schreine genannt), die am Fuß und an den Hängen des Fuji zu dessen Verehrung errichtet wurden. Das Schreingelände des Okumiya (奥宮), einer Außenstelle des Fujisan Hongū Sengen Taisha, umfasst den kompletten Berggipfel ab der 8. Station. Bedeutsam ist der Fuji auch im japanischen Buddhismus, vor allem in dessen Bergkult-Ausprägung des Shugendō, die das Besteigen des Berges als Ausdruck ihres Glaubens ansieht. Im 12. Jahrhundert erbaute der buddhistische Priester Matsudai Schonin am Kraterrand einen Tempel für Sengen Dainichi (der buddhistischen Gottheit des Berges). Daneben wird der Berg auch von einer Vielzahl von Sekten verehrt, wobei die im 16. Jahrhundert gegründete, Shugendō-beeinflusste Fuji-kō (富士講) die bekannteste ist.
In der Muromachi-Zeit (14.–16. Jahrhundert) wurden Besteigungen des Fuji populär, und buddhistische Mandala entstanden, um Pilgerreisen auf den Fuji zu bewerben. Die Fuji-kō-Sekte errichtete neben Berghütten auch in und um die Hauptstadt Edo so genannte Fujizuka („Fuji-Hügel“), um allen ein symbolisches Besteigen des Berges zu ermöglichen. Auf dem Höhepunkt dieser Entwicklung gab es etwa 200 Fuji-Hügel. Daneben wurden beispielsweise von Daimyō auch Fujimizaka (富士見坂, „Fuji-Schauhügel“) angelegt, um von diesen erhöhten Standpunkten aus den Fuji besser betrachten zu können. Bei klarer Sicht ist der Berg noch aus 80–100 km Entfernung (auch von Yokohama und Tokio aus) zu sehen.

Fuji von der Beobachtungsplattform (130 m Höhe) des Bunkyō Civic Center in Tokio aus gesehen

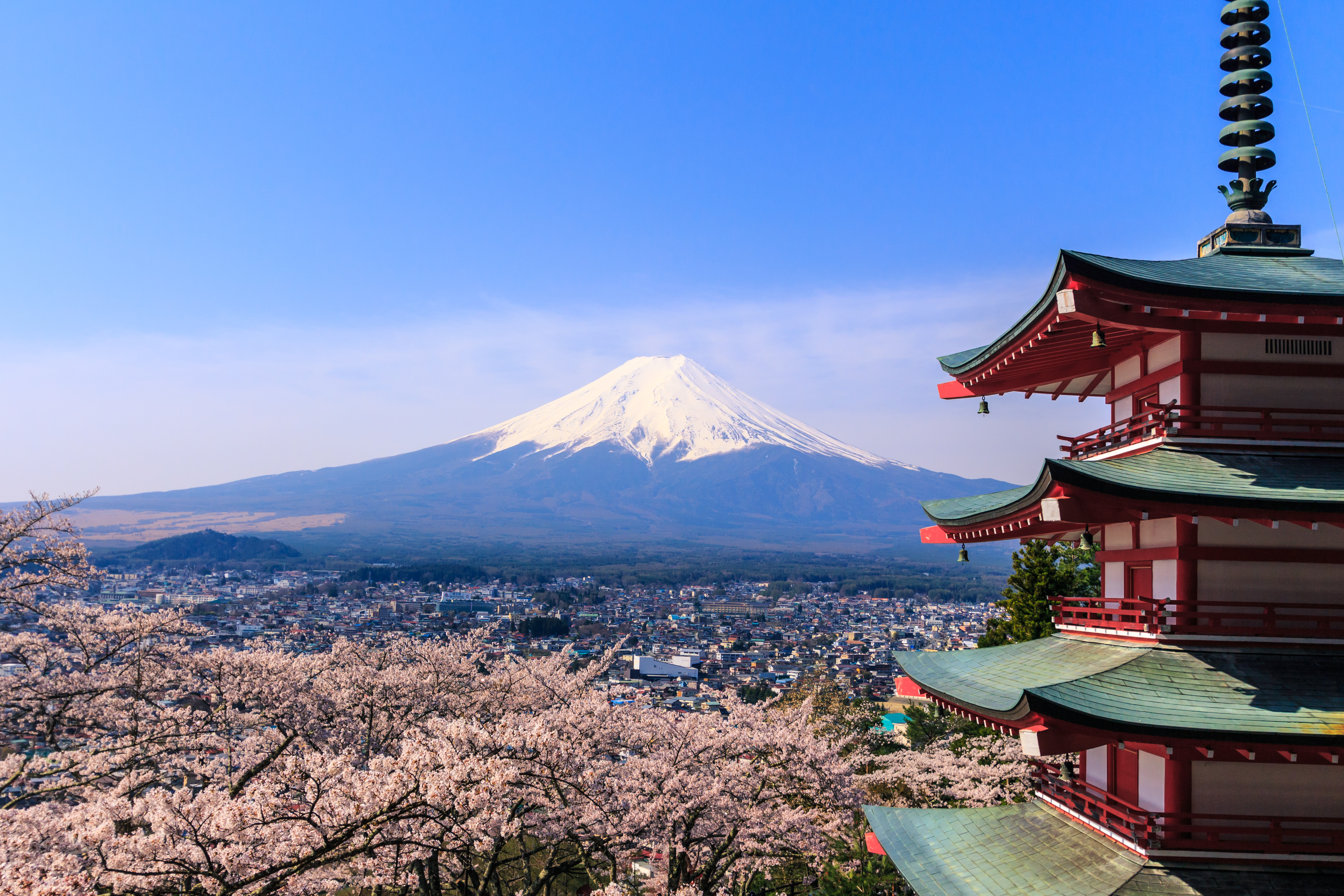
Arakurayama-Sengen-Park

In der Nähe erstreckt sich das Waldgebiet Aokigahara, das durch eine hohe Zahl dort verübter Selbsttötungen bekannt geworden ist. Am 24. Februar 1926 wurden der „Urwald des Fuji und Aokigahara-Wald“ (富士山原始林及び青木ヶ原樹海, Fuji-san genshirin oyobi Aokigahara jukai) zum Naturdenkmal ernannt.

## Bergsteigen
Es gibt keine schriftlichen Aufzeichnungen darüber, wann und von wem der Berg zum ersten Mal bestiegen wurde. Die Erstbesteigung wird En-no-Schokaku um das Jahr 700 zugeschrieben. Aus dem 9. Jahrhundert gibt es eine detaillierte Beschreibung des Kraters. Die erste Besteigung durch einen Ausländer erfolgte erst 1860 durch Rutherford Alcock. 
Heute gehört der Fuji zu den beliebtesten Touristenzielen in Japan. Dank seiner Form ist der Berg im Vergleich zu anderen Dreitausendern relativ leicht zu ersteigen. Im Sommer, wenn der Aufstieg auf drei verschiedenen Routen für die Öffentlichkeit freigegeben ist, finden sich pro Tag rund 3000 Touristen auf dem Gipfel ein. Eine besonders schöne Aussicht vom Gipfel bietet sich, wenn die Sonne über dem Pazifik aufgeht. Viele Bergsteiger legen dazu in einer der zwischen 3000 und 3400 m gelegenen Hütten eine Pause ein und brechen nachts gegen zwei Uhr wieder auf.
Die höchste mit regulärem Kraftverkehr zu erreichende Station Gogōme (五合目, „5. Station“) liegt auf etwa 2300 m. Die Straße dorthin ist zur Obon-Zeit nur für Busse geöffnet. Darüber hinaus ist zur besseren Erschließung der Station eine Bahnstrecke geplant.
Zur Spitze des Fujis gibt es heute insgesamt vier Wanderrouten. Sie unterscheiden sich von der Starthöhe, dem Anstieg, der Länge, Steigung und Dauer. Alle Routen beginnen an der jeweiligen fünften Station, die auf unterschiedlichen Höhen liegen.
Eine Übersicht aller Routen:
| Route            | Japanisch                    | Starthöhe | Aufstieg | Abstieg | Route | Quelle | Bemerkungen                         |
| ---------------- | ---------------------------- | --------- | -------- | ------- | ----- | ------ | ----------------------------------- |
| Yoshida-Route    | 吉田ルート Yoshida rūto      | 2300 m    | 5:40 h   | 2:50 h  | NO    | s. u.  | die beliebteste Strecke             |
| Fujinomiya-Route | 富士宮ルート Fujinomiya rūto | 2400 m    | 4:40 h   | 2:40 h  | S     | s. u.  | die kürzeste, aber steilste Strecke |
| Subashiri-Route  | 須走ルート Subashiri rūto    | 2000 m    | 4:40 h   | 3:10 h  | ONO   | s. u.  | die sandigste Strecke               |
| Gotemba-Route    | 御殿場ルート Gotenba rūto    | 1450 m    | 6:25 h   | 3:25 h  | SO    | s. u.  | die längste Strecke                 |

Quelle zur Tabelle:
Der Rundweg auf dem Kraterrand dauert etwa 1¼ h.

## Schneelage
Ende Oktober 2024 lag erstmals seit Beginn der Wetteraufzeichnungen im Jahre 1894 noch kein Schnee auf dem Fuji. Üblicherweise beginnt die Schneesaison Anfang Oktober, doch die anhaltend hohen Temperaturen haben dies im Jahr 2024 verhindert.

## Der Fuji in der japanischen Kunst

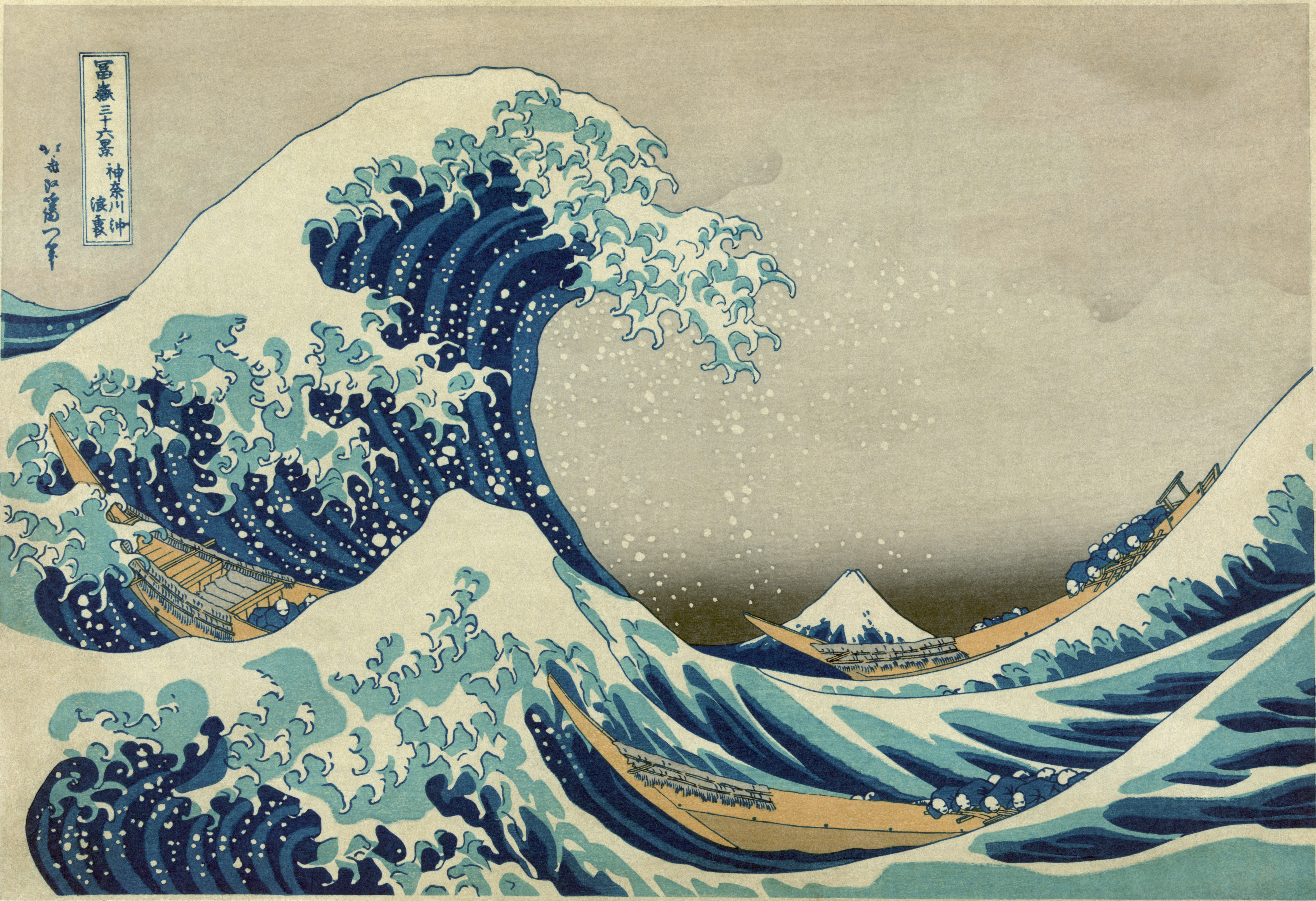
Große Welle vor Kanagawa mit dem Fuji im Bildzentrum, Farbholzschnitt von Hokusai, 1830
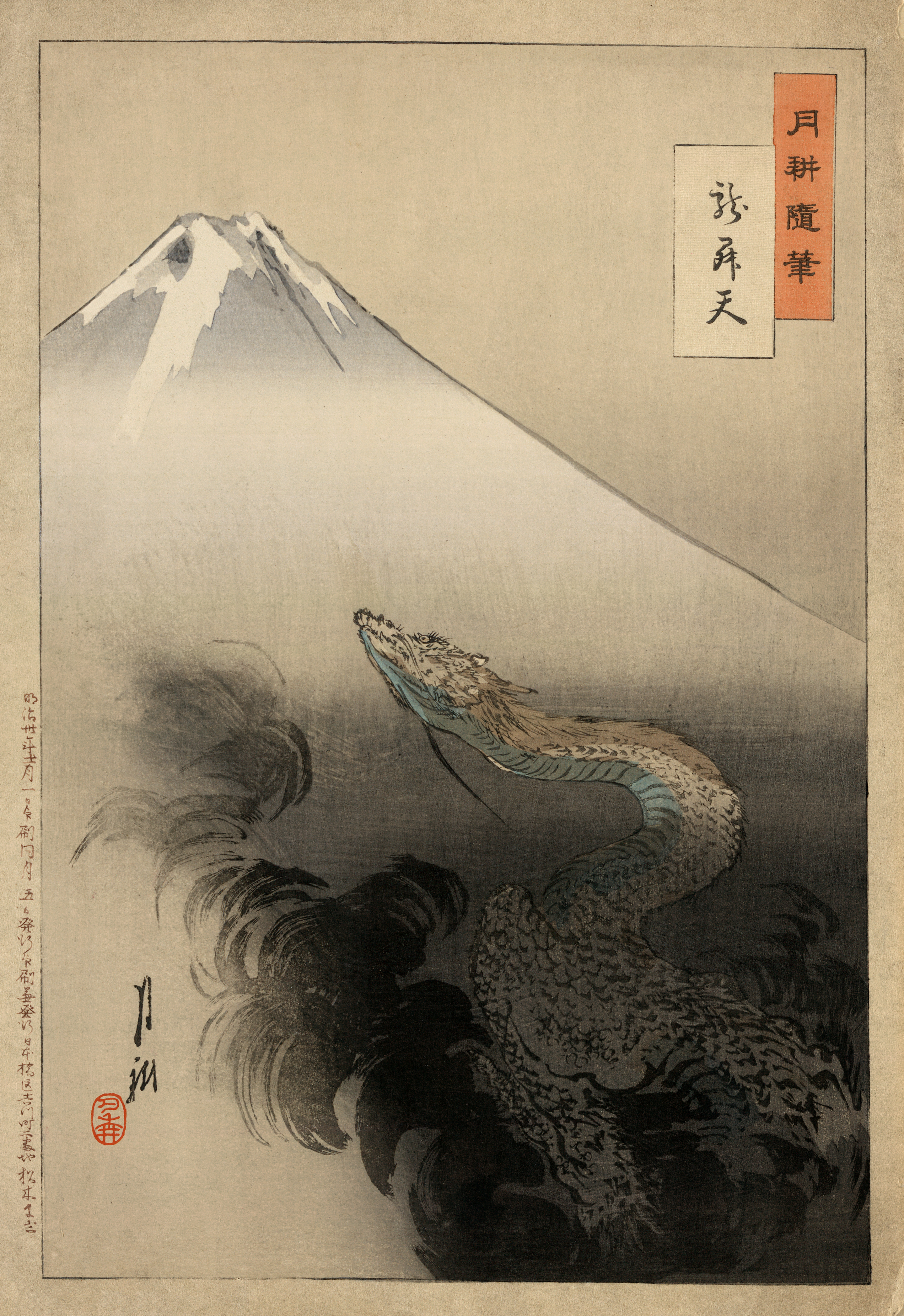
Ryū shōten („zum Himmel aufsteigender Drache“), Farbholzschnitt von Ogata Gekkō, 1897

Wegen seines sehr symmetrischen Vulkankegels gilt der Fuji als einer der schönsten Berge der Welt und ist ein häufiges Thema in der japanischen Kunst. Der Berg kommt auch häufig in der japanischen Literatur vor und ist ein beliebtes Thema vieler Gedichte.
Eine der frühesten Erwähnungen des Berges findet sich in der Gedichtanthologie Man’yōshū mit folgendem Langgedicht (chōka) von Yamabe no Akahito (bl. 724–736):
| Japanisch | Transkription | Transkription | Übersetzung |
| Japanisch | Altjapanisch | Modernes Japanisch | Übersetzung |
| --- | --- | --- | --- |
| 天地之 分時従 神左備手 高貴寸 駿河有 布士能高嶺乎 天原 振放見者 度日之 陰毛隠比 照月乃 光毛不見 白雲母 伊去波伐加利 時自久曽 雪者落家留 語告 言継将徃 不盡能高嶺者 | ame2tuti no2 wakaresi to2ki yu kamu sabite takaku taputoki suruga naru puzi no2 takane wo ama no2 para purisake mireba wataru pi no2 kage2 mo kakurapi teru tuki2 no2 pikari mo miezu sirakumo mo i yuki pa bakari to2kidiku zo2 yuki pa purikeru kataritugi ipitugi yukamu puzi no2 takane pa | Ametsuchi no wakareshi toki yu kamu sabite takaku tōtoki Suruga naru Fuji no takane o ama no hara furisake mireba wataru hi no kage mo kakurai teru tsuki no hikari mo miezu shirakumo mo iyuki habakari tokijiku zo yuki wa furikeru kataritsugi iitsugi yukamu Fuji no takane wa | Himmel und Erde, seit ihrer Trennung, steht gottgleich, hoch und nobel in Suruga der hohe Gipfel des Fuji. Die Himmelsebene, wenn ich zu ihr emporblicke, der wandernden Sonne Schein verdunkelt sich, des leuchtenden Monds Ganz bleibt ungesehen; selbst die weißen Wolken werden am Vorbeiziehen gehindert, während unablässig, der Schnee fällt, werde ich erzählen und weiter reden vom hohen Gipfel des Fuji. |

Die älteste erhaltene künstlerische Darstellung des Fuji stammt aus der Heian-Zeit und findet sich auf einer mit Papier bespannten Schiebewand aus dem 11. Jahrhundert. Die berühmteste Arbeit dürfte wohl Katsushika Hokusais Bilderzyklus 36 Ansichten des Berges Fuji sein, darunter vor allem das 1830 entstandene Bild Die große Welle vor Kanagawa.

## Welterbe
Am 22. Juni 2013 wurde der Berg mit insgesamt 25 Orten wegen seiner Bedeutung als „heiliger Ort und Quelle künstlerischer Inspiration“ in die Liste des UNESCO-Welterbes als Weltkulturerbe aufgenommen. Die Orte umfassen 20.702 ha und sind im Einzelnen:
| - Berg: - Fuji (19.311,9 ha) - Shintō-Schreine: - Fujisan Hongū Sengen Taisha (富士山本宮浅間大社; 4,8 ha) - Yamamiya Sengen-Schrein (山宮浅間神社; 0,5 ha) - Murayama Sengen-Schrein (村山浅間神社; 3,6 ha) - Suyama Sengen-Schrein (須山浅間神社; 0,9 ha) - Fuji Sengen-Schrein/Subashiri Sengen-Schrein (冨士浅間神社/須走浅間神社; 1,8 ha) - Kawaguchi Asama-Schrein (河口浅間神社; 1,6 ha) - Fuji Omuro Sengen-Schrein (冨士御室浅間神社; 2,6 ha) - Wohnhäuser: - Oshi-Herberge/Früheres Wohnhaus der Togawa-Familie (御師 旧外川家住宅) - Oshi-Herberge/Wohnhaus der Osano-Familie (御師 小佐野家住宅; 0,1 ha) - Seen: - Yamanaka-See (698,1 ha) - Kawaguchi-See (592,8 ha) | - Oshino-Hakkai-Onsen (heiße Quellen) - Deguchi-ike (出口池; 0,048 ha) - Okama-ike (御釜池; 0,002 ha) - Sokonashi-ike (底抜池; 0,006 ha) - Chōshi-ike (銚子池; 0,005 ha) - Waku-ike (湧池; 0,078 ha) - Nigori-ike (濁池; 0,031 ha) - Kagami-ike (鏡池; 0,014 ha) - Shōbu-ike (菖蒲池; 0,042 ha) - Höhlen die aus Lava entstanden, welche entlang umgestürzter Bäume erstarrte (Lavabäume): - Funatsu Tainai (船津胎内樹型, Funatsu tainai jūkei; 8,2 ha) - Yoshida Tainai (吉田胎内樹型, Yoshida tainai jūkei; 5,8 ha) - Sonstiges: - Archäologische Überreste der Fuji-kō in der Hitoana-Höhle (人穴富士講遺跡, Hitoana Fuji-kō Iseki; 2,8 ha) - Shiraito-Wasserfall (白糸ノ滝; 1,8 ha) - Kiefernwälder von Miho no Matsubara (三保の松原; 64,4 ha) |